# Nelson Augustus Moore
Nelson Augustus Moore (geboren im August 1824 in Kensington, Connecticut; gestorben am 30. November 1902 in Berlin, Connecticut) war ein amerikanischer Maler, Fotograf und Bildhauer.

## Leben und Werk
Moore wurde in eine seit mehreren Generationen in Kensington ansässige Familie geboren und arbeitete zunächst in der familieneigenen Manufaktur und danach kurzzeitig bei der Eisenbahn. Er studierte anschließend Malerei an der National Academy of Design in New York City, zunächst bei Thomas Seir Cummings (1804–1894), dann bei Daniel Huntington. 1854 eröffnete er gemeinsam mit seinem Bruder Roswell Moore ein Fotostudio in Hartford im Bundesstaat Connecticut. Von besonderem historischem Interesse sind seine zahlreichen Fotografien (Daguerreotypie), die das Leben in Hartford in den 1850er und 1860er Jahren dokumentieren. Zu den bekanntesten zählen die einzigen erhaltenen Aufnahmen der berühmten Charter Oak, die im August 1856 in einem Sturm fiel, sowie Fotografien, die die Folgen des verheerenden Feuers in der Colt Fire Arms Manufactory 1864 zeigen. Ebenfalls 1864 fotografierte er für E. B. Hillards Band The Last Men of the Revolution einige der letzten noch lebenden Veteranen des Amerikanischen Unabhängigkeitskrieges.

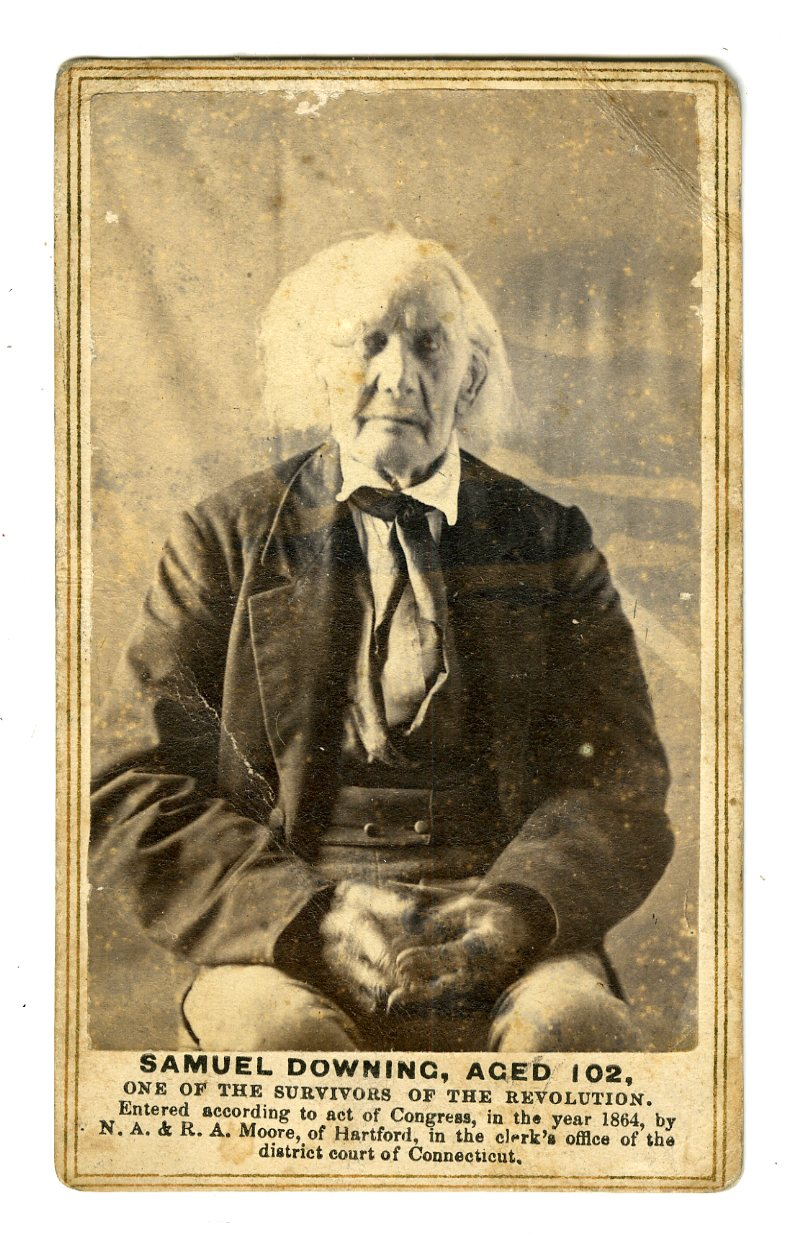
Porträt des 102-jährigen Samuel Downing, eines Veterans des Unabhängigkeitskrieges, 1864
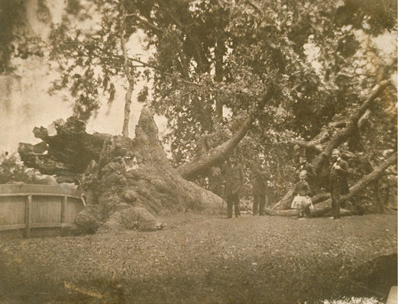
Fotografie der Charter Oak am Morgen nach ihrem Sturz, 21. August 1856.

Neben der Fotografie widmete er sich ab 1864 vor allem der Landschaftsmalerei. Großen Einfluss übten auf ihn die Maler der Hudson River School aus, zu denen er selbst gelegentlich gezählt wird. Seine Motive fand er zumeist in den ländlichen Gebieten seines Heimatstaates Connecticut. In den Kunstmuseen Connecticuts finden sich heute viele Werke des bereits zu Lebzeiten anerkannten Künstlers. Bedeutende Sammlungen halten das Wadsworth Atheneum in Hartford und das New Britain Museum of American Art in New Britain. Die Vose Galleries in Boston widmeten ihm 1966, 1971 und zuletzt 1990 eine Ausstellung. Die Connecticut Historical Society bewahrt einen großen Teil seines Nachlasses, darunter Briefe, Tagebücher sowie seine Staffelei.

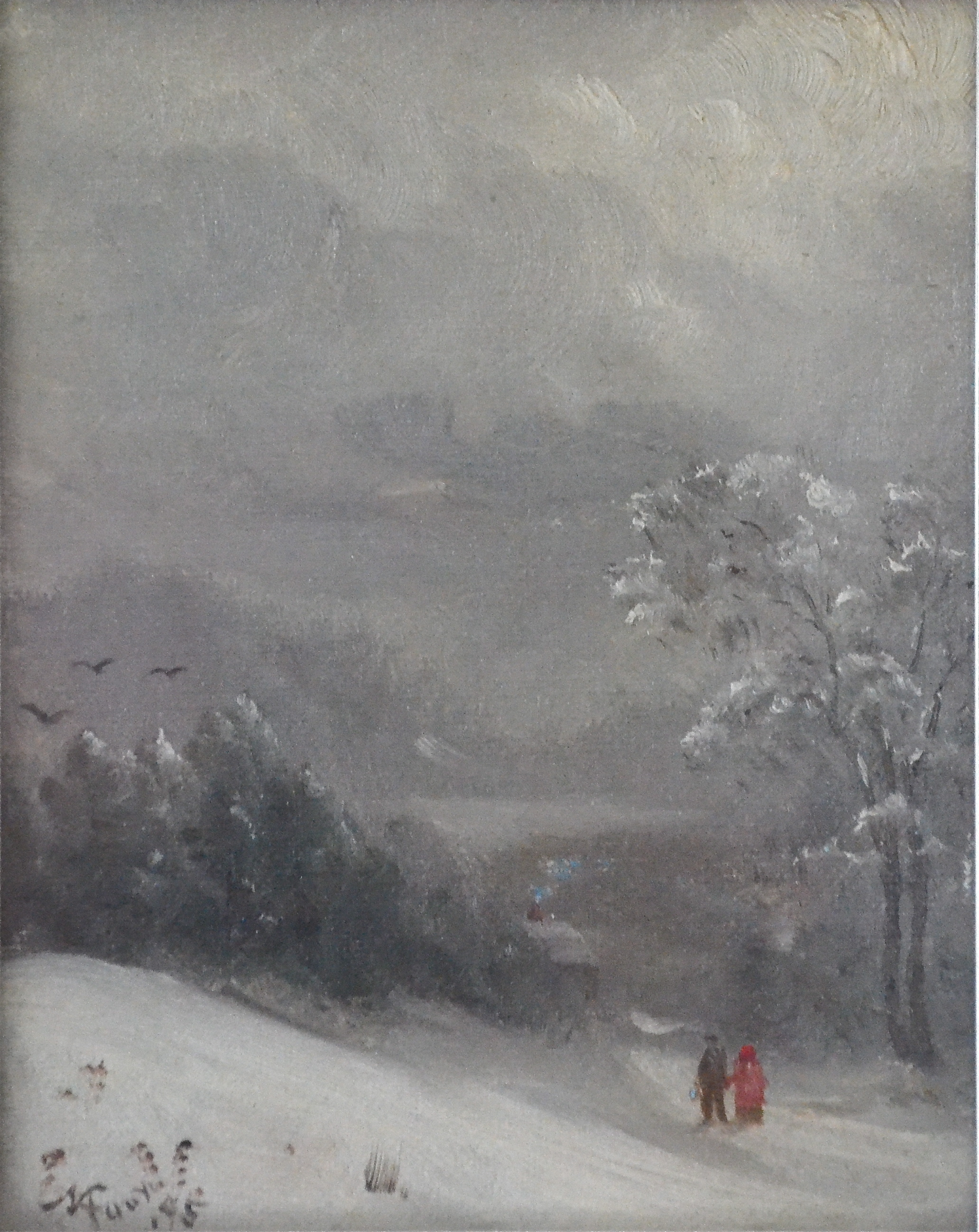
Mill Pond, Kensington – Gemälde, 1897.
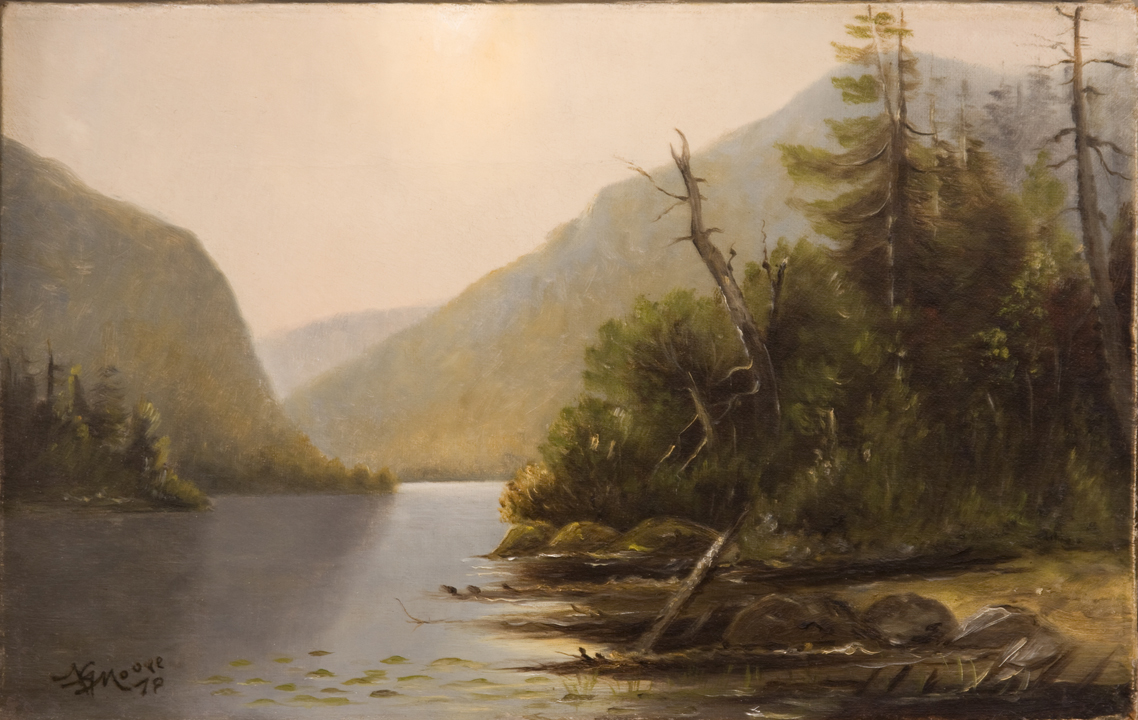
Echo Lake – Gemälde, undatiert.